# Sweetener
Sweetener là album phòng thu thứ tư của ca sĩ người Mỹ Ariana Grande. Album được phát hành vào ngày 17 tháng 8 năm 2018 thông qua hãng đĩa Republic Records. Album này là album phòng thu tiếp theo của nữ ca sĩ sau album phòng thu thứ ba Dangerous Woman (2016), với sự góp mặt của nữ rapper người Mỹ Missy Elliott, nữ rapper người Mỹ gốc Trinidad và Tobago Nicki Minaj và nam ca sĩ người Mỹ Pharrell Williams.
Đĩa đơn đầu tiên của album, "No Tears Left to Cry", được phát hành ngày 20 tháng 4 năm 2018 và xếp hạng lần đầu tiên ở vị trí thứ ba trên bảng xếp hạng Billboard Hot 100 của Mỹ. Đĩa đơn quảng bá của album, "The Light Is Coming", hợp tác với Nicki Minaj, được phát hành vào ngày 20 tháng 6 năm 2018, cùng thời điểm mà người hâm mộ có thể đặt mua trước album. Đĩa đơn thứ hai, "God Is a Woman", được phát hành vào ngày 13 tháng 7 năm 2018.

## Bối cảnh
Vào ngày 13 tháng 11 năm 2016, Grande thông báo trên Snapchat rằng cô đã hoàn thành xong album thứ tư của mình. Sau đó cô đã đính chính lại: "Ý tôi không phải là đã làm album, và tôi không biết liệu nó đã xong xuôi chưa, nhưng tôi đã có được những bài hát mà tôi thực sự thích. Tôi đã làm việc rất nhiều và hiện đang cảm thấy hết sức phấn khởi." Vào tháng 12 năm 2017, cô xác nhận mình vẫn đang trong quá trình làm việc với album.
Quản lý của Grande là Scooter Braun nói với tạp chí Variety rằng album này sẽ có phong cách trưởng thành hơn trước: "Đã đến lúc [Ariana] hát những bài hát làm nên cô ấy... Whitney, Mariah, Adele – khi họ hát, đó là những bài hát của họ. Ariana đã có những khoảnh khắc ca hát hoành tráng; đã đến lúc cô hát lên bài hát của chính mình." Pharrell Williams nói với tờ Los Angeles Times: "Điều mà [Ariana] muốn nói qua album này, nó giống như là một bước đi lớn tiếp theo vậy." Các nhà sản xuất thu âm Max Martin và Savan Kotecha sau đó đã được xác nhận là đã làm việc chung cùng với Grande trong quá trình sản xuất album này. Vào ngày 28 tháng 12 năm 2017, Grande chia sẻ một vài bức hình chụp cô làm việc trong phòng thu trong suốt năm vừa qua. Vào tuần sau đó, Grande chia sẻ một trích đoạn từ album trên trang Instagram của cô, sau này được tiết lộ là nằm trong một bài hát có tên là "Get Well Soon".
Vào ngày 16 tháng 4 năm 2018, Grande được cho là đã lùi lại ngày phát hành đĩa đơn đầu tiên từ album sang ngày 20 tháng 4 năm 2018 do Post Malone, một nghệ sĩ khác ký hợp đồng cùng hãng thu với cô, đã lên kế hoạch phát hành album của mình vào ngày 27 tháng 4. Vào ngày 17 tháng 4 năm 2018, Grande thông báo rằng đĩa đơn đầu tiên của album, "No Tears Left To Cry", sẽ được phát hành vào ngày 20 tháng 4 năm 2018.
Trên chương trình The Tonight Show Starring Jimmy Fallon, Grande đã thông báo rằng album của cô sẽ được đặt tựa đề là Sweetener. Cô giải thích về cái tên này này như sau: "Nó giống như là để đem lại ánh sáng tới một hoàn cảnh hay cuộc đời ai đó, hay là có ai đó khác muốn đem ánh sáng tới cuộc đời bạn hay là để làm dịu đi hoàn cảnh đó vậy." Một bài viết trên trang bìa tạp chí Time vào tháng 5 năm 2018 do tác giả Sam Lansky nhấn mạnh rằng, lần đầu tiên Grande "đứng đầu trong việc sáng tác album" với album này. Cuối tháng 5 năm 2018, Grande công bố rằng album sẽ có 15 bài hát do cô hát chính và 3 bài hát hợp tác với các nghệ sĩ Missy Elliott, Nicki Minaj và Pharrell Williams.
Vào ngày 2 tháng 6 năm 2018, Grande thông báo tại buổi hoà nhạc Wango Tango rằng người hâm mộ có thể đặt trước album vào ngày 20 tháng 6 năm 2018, và "The Light Is Coming" sẽ được phát hành cùng ngày. Vào ngày 27 tháng 6 năm 2018, cô công bố đĩa đơn thứ hai từ album, "God Is a Woman" sẽ được phát hành vào ngày 20 tháng 7 năm 2018. Tuy nhiên, vào ngày 12 tháng 7, Grande công bố lại ngày phát hành của đĩa đơn sẽ là ngày 13 tháng 7.

## Quảng bá
Grande gần như đã không hoạt động trên tất cả các trang mạng xã hội trong khoảng 4 tháng sau khi đăng tải vào ngày 31 tháng 12 năm 2017, trong đó cô chia sẻ một đoạn trích ra từ một bài hát trong album, khi đó còn chưa được biết tới. Vào ngày 17 tháng 4 năm 2018, Grande đã phá vỡ sự im lặng đó bằng một bài chia sẻ đoạn teaser cho đĩa đơn đầu tiên của album, "No Tears Left to Cry", sau đó đã được phát hành ngày 20 tháng 4 năm 2018, cùng với một video âm nhạc cho bài hát. Cô lần đầu tiên biểu diễn bài hát tại liên hoan âm nhạc Coachella vào tối ngày hôm sau, với vai trò là nghệ sĩ khách mời trong màn biểu diễn của DJ người Na Uy Kygo. Grande đã công bố tựa đề của album trên chương trình The Tonight Show with Jimmy Fallon vào ngày 1 tháng 5 năm 2018, không lâu sau buổi biểu diễn "No Tears Left to Cry" trên chương trình. Cô mở màn Giải thưởng âm nhạc Billboard năm 2018 với màn biểu diễn của bài hát vào ngày 20 tháng 5 năm 2018. Vào ngày 2 tháng 6 năm 2018, Grande biểu diễn tại buổi hoà nhạc Wango Tango ở California, kết thúc phần trình diễn của mình bằng một màn trình diễn "No Tears Left to Cry" và tiết lộ một đoạn trích từ "The Light Is Coming".

## Đĩa đơn
Đĩa đơn đầu tiên của album, "No Tears Left to Cry", được phát hành vào ngày 20 tháng 4 năm 2018. Đĩa đơn xếp hạng lần đầu tiên ở vị trí thứ ba trên bảng xếp hạng Billboard Hot 100, là vị trí cao nhất của đĩa đơn trên bảng xếp hạng, ở cùng vị trí thứ sáu với Lady Gaga và Rihanna trong danh sách nghệ sĩ có nhiều đĩa đơn lọt vào top 10 nhất. Đĩa đơn đã giúp Grande trở thành nghệ sĩ đầu tiên trong lịch sử 59 năm của bảng xếp hạng có các đĩa đơn đầu tiên lọt vào top 10 từ bốn album phòng thu của cô.
Đĩa đơn thứ hai, "God Is a Woman", được phát hành vào ngày 13 tháng 7 năm 2018. Sau 12 giờ kể từ khi đĩa đơn chính thức phát hành, video âm nhạc của bài hát sau đó được ra mắt.

### Đĩa đơn quảng bá
Đĩa đơn quảng bá đầu tiên, "The Light Is Coming", hợp tác với Nicki Minaj, được phát hành vào ngày 20 tháng 4 năm 2018, cùng thời điểm người hâm mộ có thể đặt trước album. Trên bảng xếp hạng Billboard Hot 100, bài hát có vị trí cao nhất là 95.

## Danh sách bài hát
| Sweetener        | Sweetener                               | Sweetener                                                          | Sweetener        | Sweetener  |
| STT              | Nhan đề                                 | Sáng tác                                                           | Nhà sản xuất     | Thời lượng |
| ---------------- | --------------------------------------- | ------------------------------------------------------------------ | ---------------- | ---------- |
| 1.               | "Raindrops (An Angel Cried)"            |                                                                    |                  | 0:37       |
| 2.               | "Blazed" (với Pharrell Williams)        |                                                                    |                  | 3:16       |
| 3.               | "The Light Is Coming" (với Nicki Minaj) | Ariana Grande Pharrell Williams Onika Maraj                        | Williams         | 3:48       |
| 4.               | "R.E.M"                                 |                                                                    |                  | 4:05       |
| 5.               | "God Is a Woman"                        | Grande Ilya Salmanzadeh Max Martin Savan Kotecha Rickard Göransson | Ilya             | 3:17       |
| 6.               | "Sweetener"                             |                                                                    |                  | 3:28       |
| 7.               | "Successful"                            |                                                                    |                  | 3:47       |
| 8.               | "Everytime"                             |                                                                    |                  | 2:52       |
| 9.               | "Breathin"                              |                                                                    |                  | 3:18       |
| 10.              | "No Tears Left to Cry"                  | Grande Martin Salmanzadeh Kotecha                                  | Martin Ilya      | 3:25       |
| 11.              | "Borderline" (với Missy Elliott)        |                                                                    | Williams         | 2:57       |
| 12.              | "Better Off"                            |                                                                    |                  | 2:51       |
| 13.              | "Goodnight n Go"                        |                                                                    |                  | 3:09       |
| 14.              | "Pete Davidson"                         |                                                                    |                  | 1:13       |
| 15.              | "Get Well Soon"                         |                                                                    |                  | 5:22       |
| Tổng thời lượng: | Tổng thời lượng:                        | Tổng thời lượng:                                                   | Tổng thời lượng: | 47:25      |

| Phiên bản đặc biệt tại Nhật Bản | Phiên bản đặc biệt tại Nhật Bản       | Phiên bản đặc biệt tại Nhật Bản |
| STT                             | Nhan đề                               | Thời lượng                      |
| ------------------------------- | ------------------------------------- | ------------------------------- |
| 16.                             | "No Tears Left to Cry" (instrumental) | 3:25                            |
| 17.                             | "God Is a Woman" (instrumental)       | 3:17                            |

| Phiên bản cao cấp tại Nhật Bản (DVD bổ sung) | Phiên bản cao cấp tại Nhật Bản (DVD bổ sung)          | Phiên bản cao cấp tại Nhật Bản (DVD bổ sung) |
| STT                                          | Nhan đề                                               | Thời lượng                                   |
| -------------------------------------------- | ----------------------------------------------------- | -------------------------------------------- |
| 1.                                           | "No Tears Left to Cry" (music video)                  | 3:59                                         |
| 2.                                           | "The Light is Coming" (với Nicki Minaj) (music video) | 3:53                                         |

| Sweetener — Phiên bản đặc biệt tại Nhật Bản | Sweetener — Phiên bản đặc biệt tại Nhật Bản | Sweetener — Phiên bản đặc biệt tại Nhật Bản |
| STT                                         | Nhan đề                                     | Thời lượng                                  |
| ------------------------------------------- | ------------------------------------------- | ------------------------------------------- |
| 16.                                         | "No Tears Left to Cry" (bản karaoke)        | 3:25                                        |

| Sweetener — Phiên bản cao cấp tại Nhật Bản (DVD bổ sung) | Sweetener — Phiên bản cao cấp tại Nhật Bản (DVD bổ sung)        | Sweetener — Phiên bản cao cấp tại Nhật Bản (DVD bổ sung) |
| STT                                                      | Nhan đề                                                         | Thời lượng                                               |
| -------------------------------------------------------- | --------------------------------------------------------------- | -------------------------------------------------------- |
| 1.                                                       | "No Tears Left to Cry" (video âm nhạc)                          | 3:59                                                     |
| 2.                                                       | "The Light Is Coming" (hợp tác với Nicki Minaj) (video âm nhạc) | 3:53                                                     |
| 3.                                                       | "Thông điệp gửi đến người hâm mộ"                               |                                                          |

Chú thích
- Tất cả bài hát được viết cách điệu ở dạng chữ thường.
- "God Is a Woman" có thể được viết cách điệu là "God is a woman" (viết như một câu).